# Magdaléna Sibyla Braniborsko-Bayreuthská
Magdaléna Sibyla Braniborsko-Bayreuthská (1. listopadu 1612 Bayreuth – 20. března 1687 Drážďany) byla rodem braniborsko-bayreuthská markraběnka a sňatkem saská kurfiřtka.
Narodila se Bayreuthu jako čtvrtá dcera a celkově pátý potomek markraběte Kristiána Braniborsko-Bayreuthského a jeho manželky Marie Pruské.
V listopadu 1638 se provdala v Drážďanech za svého bratrance Jana Jiřího II. Saského (1613–1680). Měli spolu tři děti. V roce 1656 se po smrti jeho otce stává její manžel saským kurfiřtem.
Magdaleniny dobré vztahy se švédskou královskou rodinou zachránily město Pirna před švédským vojskem během třicetileté války.
Magdaléna Sybila přežila svého muže o sedm let a zemřela v roce 1687 v Drážďanech, kde je pohřbena v kryptě Freiberské katedrály.

## Potomci
- 1. Sybila Marie Saská (16. 9. 1642 Drážďany – 27. 2. 1643 tamtéž)[2]
- 2. Erdmuthe Žofie Saská (15. 2. 1644 Drážďany – 22. 6. 1670 Bayreuth)[3]
⚭ 1662 Kristián Arnošt Braniborsko-Bayreuthský (6. 8. 1644 Bayreuth – 20. 5. 1712 Erlangen), markrabě braniborsko-bayreuthský[4]
- 3. Jan Jiří III. Saský (30. 6. 1647 Drážďany – 22. 9. 1691 Tübingen), saský kurfiřt od roku 1680 až do své smrti[5]
⚭ 1666 Anna Žofie Dánská (1. 9. 1647 Flensburg – 1. 7. 1717 Prettin)[6]